# Primera B Nacional

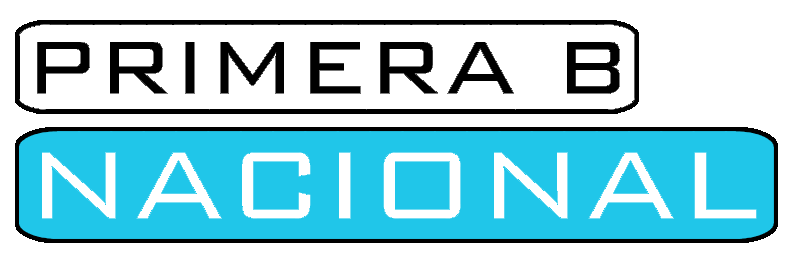
Logotip.

La Primera B Nacional (anteriorment anomenat Torneo Nacional B, informalment també B Nacional o Nacional B o simplement B) és el campionat de segona divisió organitzat per l'Associació del Futbol Argentí, disputat per clubs tant directa com indirectament afiliats a aquesta associació.
Va ser creat el 1986 amb el propòsit d'integrar a l'estructura del futbol argentí als clubs no afiliats, que fins aquell moment només havien participat en els tornejos nacionals de Primera Divisió. Hi van confluir equips provinents de la Primera "B" (fins a aquest moment la segona divisió) i de lligues de l'interior.
Jeràrquicament, es troba per sobre de la Primera "B" i del Torneig Argentí A, que actuen com a tercera divisió per als equips afiliats de manera directa i indirecte, respectivament.